# Kanton Capellen
Koordinaten: 49° 38′ N, 6° 0′ O

Der Kanton Capellen (luxemburgisch Capellenⓘ) liegt im Südwesten des Großherzogtums Luxemburg. Er grenzt im Norden an die Kantone Redingen und Mersch, im Osten an den Kanton Luxemburg, im Süden an den Kanton Esch an der Alzette und im Westen an die belgische Provinz Luxemburg.
Bis zur Abschaffung der luxemburgischen Distrikte am 3. Oktober 2015 gehörte der Kanton zum Distrikt Luxemburg.

## Verwaltungsgliederung
Der Kanton Capellen umfasst neun Gemeinden (Einwohnerzahlen vom 1. Januar 2023).
1. Dippach (4.635)
2. Garnich (2.289)
3. Habscht (4.992), am 1. Januar 2018 vergrößert um
  - Simmern
4. Käerjeng (11.015), am 1. Januar 2012 gebildet aus
  - Niederkerschen und
  - Küntzig
5. Kehlen (6.391)
6. Koerich (2.706)
7. Kopstal (4.286)
8. Mamer (10.643)
9. Steinfort (5.871)